# Cod ATC A13
Codul ATC A13 Tonice este o parte a sistemului de clasificare anatomică, terapeutică și chimică a medicamentelor, un sistem dezvoltat de către Organizația Mondială a Sănătății (OMS) pentru clasificarea medicamentelor și a altor produse medicinale. Subgrupul A13 este o parte a grupului A Tract digestiv și metabolism.
Codurile pentru preparatele de uz veterinar sunt create prin alipirea literei Q în fața codului ATC corespunzător produsului pentru uz uman; de exemplu, QA13. 

## A13A Tonice
Acest grup nu conține niciun produs